# وزارت دفاع ارمنستان
وزارت دفاع ارمنستان (ارمنی: ՀՀայաստանի Հանրապետության պաշտպանության նախարարություն (ՀՀ ՊՆ)) یک وزارتخانه ارمنستان می‌باشد که مسئولیت نظارت بر توسعه نیروهای مسلح ارمنستان را بر عهده دارد. این وزارتخانه در شماره ۵ خیابان باگرواند ایروان واقع شده‌است. این وزارتخانه رسماً در تاریخ ۲۸ ژانویه ۱۹۹۲ به فرمان رئیس‌جمهور ارمنستان تأسیس شد.

## ساختار

### رئیسان
- سورن پاپیکیان - وزیر دفاع
- - معاون وزیر دفاع
- ماکار قامباریان - معاون وزیر دفاع
- گابریل بالایان - معاون وزیر دفاع

### بخش‌های تابع ستاد ارتش
- بخش آمادگی نظامی (با هدایت سرلشکر آندرانیک ماکاریان)
- بخش تجهیزات نظامی (با هدایت سرلشکر آریس باروتیان)
- بخش هوانوردی (با هدایت سرلشکر آوتیک مورادیان)
- بخش قوای موشکی (با هدایت سرهنگ آرمن هاروتیونیان)
- بخش دفاع هوایی (با هدایت سرهنگ آرمن وارطانیان)
- بخش خدمات پشتیبانی (با هدایت سرلشکر نورایر یولچیان)
- بخش قوای سیگنال (با هدایت سرهنگ تمور شاهنازاریان)
- بخش قوای مهندسی
- بخش تسلیحات
- بخش قوای تدافعی RNBC
- بخش پزشکی
- بخش پرسنلی
- بخش اطلاعاتی
- برنامه‌ریزی راهبردی بخش
- بخش Mobilization
- بخش عملیاتی
- بخش امنیت خدمات نظامی
- بخش تجهیزات نظامی
- بخش مالی
- بخش نیروهای انسانی

### بخش‌ها و واحدها
- بخش تربیت بدنی و ورزشی
- بخش رادیوالکترونیک
- بخش ارتباطات نظامی
- بخش توپوگرافی نظامی
- بخش هشتم ستاد مشترک
- بخش استانداردسازی و مترولوژی
- واحد موزیک نظامی
- واحد کر